# Línea 256 (Interurbanos Madrid)
La línea 256 de la red de autobuses interurbanos de Madrid une el área intermodal de Canillejas (Madrid) con Daganzo de Arriba y Valdeavero.

## Características
Esta línea une ambos municipios con Madrid con un recorrido que dura aproximadamente 1h y 30 minutos. A su paso da servicio a Paracuellos de Jarama, Ajalvir, Fresno de Torote, Ribatejada y Torrejón del Rey.
Fue creada entre septiembre de 2004 y diciembre de 2005, coincidiendo con la reordenación de las líneas 251 y 252 que tenían su origen en el Intercambiador de Avenida de América pero vieron trasladadas sus cabeceras a Torrejón de Ardoz. La línea 256 comenzó teniendo su cabecera en la Estación de Barajas denominándose así 256 Madrid (Barajas) - Daganzo - Valdeavero.
Esto cambió el 26 de enero de 2017, en la que la línea se amplió y trasladó su cabecera a la actual situada en la Estación de Canillejas, cambiando su denominación a la actual 256 Madrid (Canillejas) - Daganzo - Valdeavero. Esto fue coincidente con las obras de mejora de la línea 8 de Metro, dejando inutilizada la Estación de Barajas con la que hacía correspondencia la línea 256. La previsión era que fuese un cambio temporal hasta el 18 de abril de 2017, pero tras las obras se mantuvo la nueva cabecera en la Estación de Canillejas, haciéndola así coincidente con el resto de líneas que prestan servicio a Paracuellos de Jarama.
El itinerario normal realiza el recorrido completo de 1h y 30 minutos entre los dos municipios, siendo la mayoría de expediciones un itinerario reducido que finaliza en Daganzo de Arriba con más servicios. Además, existen itinerarios (particularmente el último servicio desde Madrid) que realiza un recorrido circular completo por Daganzo de Arriba. Generalmente los servicios a Daganzo de Arriba salen antes que aquellos que continúan a Valdeavero con el objetivo de reforzar el tramo común y cargar viajeros aliviando los servicios que realizan el recorrido más largo.
Se complementa con las líneas 251, 252 y 255 para mallar las localidades situadas a lo largo de la M-113 y M-119 junto con los núcleos de población más grandes del corredor 2 para enlazar con otras líneas interurbanas u otros modos de transporte como Cercanías o servicios que sólo existen en las grandes localidades de la región como hospitales y centros comerciales. En particular, esta línea es la única que comunica con Madrid muchos de los municipios mencionados, teniendo las otras líneas las cabeceras en grandes municipios como Torrejón de Ardoz y Alcalá de Henares.
Al contrario que a la ida, las expediciones de vuelta sí se adentran en el casco urbano de Daganzo de Arriba; las expediciones de ida realizan paradas únicamente en la carretera M-113.
Esta línea es de las pocas que poseen unas tarifas especiales al circular fuera de la Comunidad de Madrid. Además de esta condición y a pesar de que se permite utilizar el Abono Transporte en la zona tarifaria E1, existen restricciones especiales para los ámbitos de validez:
- No se permiten los viajes dentro de la propia zona, es decir, viajes con origen y destino la zona E1.

Estas restricciones no existen a la hora de abonar billetes sencillos.
Siguiendo la numeración de líneas del CRTM, las líneas que circulan por el corredor 2 son aquellas que dan servicio a los municipios situados en torno a la A-2 y comienzan con un 2. Aquellas numeradas dentro de la decena 250 corresponden a aquellas que circulan entre Torrejón de Ardoz y Alcalá de Henares recorriendo municipios al norte de los mismos.
La línea no mantiene los mismos horarios todo el año, desde el 16 de julio al 31 de agosto se reducen el número de expediciones los días laborables entre semana (sábados laborables, domingos y festivos tienen los mismos horarios todo el año), además de los días excepcionales vísperas de festivo y festivos de Navidad en los que los horarios también cambian y se reducen.
Está operada por la empresa ALSA mediante la concesión administrativa VCM-203 - Madrid - Paracuellos de Jarama - Valdeavero (Viajeros Comunidad de Madrid) del Consorcio Regional de Transportes de Madrid.

### Sublíneas
Aquí se recogen todas las distintas sublíneas que ha tenido la línea 256. La denominación de sublíneas que utiliza el CRTM es la siguiente:
- Número de línea (256)
- Sentido de circulación (1 ida, 2 vuelta)
- Número de sublínea

Por ejemplo, la sublínea 256103 corresponde a la línea 256, sentido 1 (ida) y el número 03 de numeración de sublíneas creadas hasta la fecha.
| Ida    | Ruta | Itinerario                    | Vuelta | Ruta                             | Itinerario                       |
| 256101 | -    | Madrid - Daganzo - Valdeavero | 256201 | -                                | Valdeavero - Daganzo - Madrid    |
| 256102 | d    | Madrid - Daganzo              | 256202 | d                                | Daganzo - Madrid                 |
| 256103 | dc   | Madrid - Daganzo completo     | 256203 | No existe la ruta "dc" de vuelta | No existe la ruta "dc" de vuelta |

## Horarios
Los horarios que no sean cabecera son aproximados.

### 1 septiembre - 15 julio
| Lunes a viernes laborables    |                               |                               |                               |                               |                               |                               |                               |                               |                               |                               |                               |                               |                               |                               |                               |                               |                               |
| Madrid > Daganzo > Valdeavero | Madrid > Daganzo > Valdeavero | Madrid > Daganzo > Valdeavero | Madrid > Daganzo > Valdeavero | Madrid > Daganzo > Valdeavero | Madrid > Daganzo > Valdeavero | Madrid > Daganzo > Valdeavero | Madrid > Daganzo > Valdeavero | Madrid > Daganzo > Valdeavero | Valdeavero > Daganzo > Madrid | Valdeavero > Daganzo > Madrid | Valdeavero > Daganzo > Madrid | Valdeavero > Daganzo > Madrid | Valdeavero > Daganzo > Madrid | Valdeavero > Daganzo > Madrid | Valdeavero > Daganzo > Madrid | Valdeavero > Daganzo > Madrid | Valdeavero > Daganzo > Madrid |
| Madrid                        | Paracuellos                   | Urb. Miramadrid               | Ajalvir                       | Daganzo                       | Fresno Torote                 | Ribatejada                    | Torrejón Rey                  | Valdeavero                    | Valdeavero                    | Torrejón Rey                  | Ribatejada                    | Fresno Torote                 | Daganzo                       | Ajalvir                       | Urb. Miramadrid               | Paracuellos                   | Madrid                        |
| 06:10                         | 06:35                         | 06:40                         | 06:45                         | 06:50                         |                               |                               |                               |                               |                               |                               |                               |                               | 05:50                         | 06:00                         | 06:10                         | 06:15                         | 06:40                         |
| 06:50                         | 07:15                         | 07:20                         | 07:25                         | 07:30                         | 06:23                         | 06:33                         | 06:43                         | 06:48                         | 07:13                         |                               |                               |                               |                               |                               |                               |                               |                               |
| 07:23                         | 07:48                         | 07:53                         | 07:58                         | 08:03                         | 05:50                         | 05:52                         | 06:12                         | 06:24                         | 06:30                         | 06:40                         | 06:50                         | 06:55                         | 07:20                         |                               |                               |                               |                               |
| 07:30                         | 07:55                         | 08:00                         | 08:05                         | 08:20                         | 08:26                         | 08:38                         | 08:58                         | 09:00                         |                               |                               |                               |                               | 06:50                         | 07:00                         | 07:10                         | 07:15                         | 07:40                         |
| 07:55                         | 08:20                         | 08:25                         | 08:30                         | 08:35                         |                               |                               |                               |                               | 07:30                         | 07:40                         | 07:50                         | 07:55                         | 08:20                         |                               |                               |                               |                               |
| 08:30                         | 08:55                         | 09:00                         | 09:05                         | 09:10                         | 06:50                         | 06:52                         | 07:12                         | 07:24                         | 07:30                         | 07:40                         | 07:50                         | 07:55                         | 08:20                         |                               |                               |                               |                               |
| 09:00                         | 09:25                         | 09:30                         | 09:35                         | 09:50                         | 09:56                         | 10:08                         | 10:28                         | 10:30                         |                               |                               |                               |                               | 08:03                         | 08:13                         | 08:23                         | 08:28                         | 08:53                         |
| 09:03                         | 09:28                         | 09:33                         | 09:38                         | 09:43                         |                               |                               |                               |                               | 08:35                         | 08:45                         | 08:55                         | 09:00                         | 09:25                         |                               |                               |                               |                               |
| 09:35                         | 10:00                         | 10:05                         | 10:10                         | 10:15                         | 09:10                         | 09:20                         | 09:30                         | 09:35                         | 10:00                         |                               |                               |                               |                               |                               |                               |                               |                               |
| 10:10                         | 10:35                         | 10:40                         | 10:45                         | 10:50                         | 09:43                         | 09:53                         | 10:03                         | 10:08                         | 10:33                         |                               |                               |                               |                               |                               |                               |                               |                               |
| 10:43                         | 11:08                         | 11:13                         | 11:18                         | 11:23                         | 10:15                         | 10:25                         | 10:35                         | 10:40                         | 11:05                         |                               |                               |                               |                               |                               |                               |                               |                               |
| 11:15                         | 11:40                         | 11:45                         | 11:50                         | 11:55                         | 09:45                         | 09:47                         | 10:07                         | 10:19                         | 10:25                         | 10:35                         | 10:45                         | 10:50                         | 11:15                         |                               |                               |                               |                               |
| 11:20                         | 11:45                         | 11:50                         | 11:55                         | 12:10                         | 12:16                         | 12:28                         | 12:48                         | 12:50                         |                               |                               |                               |                               | 10:50                         | 11:00                         | 11:10                         | 11:15                         | 11:40                         |
| 11:50                         | 12:15                         | 12:20                         | 12:25                         | 12:30                         |                               |                               |                               |                               | 11:23                         | 11:33                         | 11:43                         | 11:48                         | 12:13                         |                               |                               |                               |                               |
| 12:23                         | 12:48                         | 12:53                         | 12:58                         | 13:03                         | 11:55                         | 12:05                         | 12:15                         | 12:20                         | 12:45                         |                               |                               |                               |                               |                               |                               |                               |                               |
| 12:45                         | 13:10                         | 13:15                         | 13:20                         | 13:35                         | 13:41                         | 13:53                         | 14:13                         | 14:15                         | 11:15                         | 11:17                         | 11:37                         | 11:49                         | 11:55                         | 12:05                         | 12:15                         | 12:20                         | 12:45                         |
| 12:55                         | 13:20                         | 13:25                         | 13:30                         | 13:35                         |                               |                               |                               |                               |                               |                               |                               |                               | 12:30                         | 12:40                         | 12:50                         | 12:55                         | 13:20                         |
| 13:30                         | 13:55                         | 14:00                         | 14:05                         | 14:10                         | 13:03                         | 13:13                         | 13:23                         | 13:28                         | 13:53                         |                               |                               |                               |                               |                               |                               |                               |                               |
| 14:03                         | 14:28                         | 14:33                         | 14:38                         | 14:43                         | 12:50                         | 12:52                         | 13:12                         | 13:24                         | 13:30                         | 13:40                         | 13:50                         | 13:55                         | 14:20                         |                               |                               |                               |                               |
| 14:20                         | 14:45                         | 14:50                         | 14:55                         | 15:10                         | 15:16                         | 15:28                         | 15:48                         | 15:50                         |                               |                               |                               |                               | 13:35                         | 13:45                         | 13:55                         | 14:00                         | 14:25                         |
| 14:35                         | 15:00                         | 15:05                         | 15:10                         | 15:15                         |                               |                               |                               |                               | 14:10                         | 14:20                         | 14:30                         | 14:35                         | 15:00                         |                               |                               |                               |                               |
| 15:10                         | 15:35                         | 15:40                         | 15:45                         | 15:50                         | 14:43                         | 14:53                         | 15:03                         | 15:08                         | 15:33                         |                               |                               |                               |                               |                               |                               |                               |                               |
| 15:43                         | 16:08                         | 16:13                         | 16:18                         | 16:23                         | 14:15                         | 14:17                         | 14:37                         | 14:49                         | 14:55                         | 15:05                         | 15:15                         | 15:20                         | 15:45                         |                               |                               |                               |                               |
| 15:50                         | 16:15                         | 16:20                         | 16:25                         | 16:40                         | 16:46                         | 16:58                         | 17:18                         | 17:20                         |                               |                               |                               |                               | 15:15                         | 15:25                         | 15:35                         | 15:40                         | 16:05                         |
| 16:15                         | 16:40                         | 16:45                         | 16:50                         | 16:55                         |                               |                               |                               |                               | 15:50                         | 16:00                         | 16:10                         | 16:15                         | 16:40                         |                               |                               |                               |                               |
| 16:50                         | 17:15                         | 17:20                         | 17:25                         | 17:35                         | 16:23                         | 16:33                         | 16:43                         | 16:48                         | 17:13                         |                               |                               |                               |                               |                               |                               |                               |                               |
| 17:20                         | 17:45                         | 17:50                         | 17:55                         | 18:10                         | 18:16                         | 18:28                         | 18:48                         | 18:50                         | 15:50                         | 15:52                         | 16:12                         | 16:24                         | 16:30                         | 16:40                         | 16:50                         | 16:55                         | 17:20                         |
| 17:30                         | 7:55                          | 18:00                         | 18:05                         | 18:10                         |                               |                               |                               |                               |                               |                               |                               |                               | 16:55                         | 17:05                         | 17:15                         | 17:20                         | 17:45                         |
| 17:55                         | 18:20                         | 18:25                         | 18:30                         | 18:35                         | 17:30                         | 17:40                         | 17:50                         | 17:55                         | 18:20                         |                               |                               |                               |                               |                               |                               |                               |                               |
| 18:30                         | 18:55                         | 19:00                         | 19:05                         | 19:10                         | 17:20                         | 17:22                         | 17:42                         | 17:54                         | 18:00                         | 18:10                         | 18:20                         | 18:25                         | 18:50                         |                               |                               |                               |                               |
| 18:50                         | 19:15                         | 19:20                         | 19:25                         | 19:40                         | 19:46                         | 19:58                         | 20:18                         | 20:20                         |                               |                               |                               |                               | 18:10                         | 18:20                         | 18:30                         | 18:35                         | 19:00                         |
| 19:05                         | 19:30                         | 19:35                         | 19:40                         | 19:45                         |                               |                               |                               |                               | 18:35                         | 18:45                         | 18:55                         | 19:00                         | 19:25                         |                               |                               |                               |                               |
| 19:35                         | 20:00                         | 20:05                         | 20:10                         | 20:15                         | 19:10                         | 19:20                         | 19:30                         | 19:35                         | 20:00                         |                               |                               |                               |                               |                               |                               |                               |                               |
| 20:10                         | 20:35                         | 20:40                         | 20:45                         | 20:50                         | 19:43                         | 19:53                         | 20:03                         | 20:08                         | 20:33                         |                               |                               |                               |                               |                               |                               |                               |                               |
| 20:43                         | 21:08                         | 21:13                         | 21:18                         | 21:23                         | 19:35                         | 19:37                         | 19:57                         | 20:09                         | 20:15                         | 20:25                         | 20:35                         | 20:40                         | 21:05                         |                               |                               |                               |                               |
| 21:00                         | 21:25                         | 21:30                         | 21:35                         | 21:50                         | 21:56                         | 22:08                         | 22:28                         | 22:30                         |                               |                               |                               |                               | 20:15                         | 20:25                         | 20:35                         | 20:40                         | 21:05                         |
| 21:15                         | 21:40                         | 21:45                         | 21:50                         | 21:55                         |                               |                               |                               |                               | 20:50                         | 21:00                         | 21:10                         | 21:15                         | 21:40                         |                               |                               |                               |                               |
| 21:50                         | 22:15                         | 22:20                         | 22:25                         | 22:35                         | 21:23                         | 21:33                         | 21:43                         | 21:48                         | 22:13                         |                               |                               |                               |                               |                               |                               |                               |                               |
| 22:23                         | 22:48                         | 22:53                         | 22:58                         | 23:03                         | 21:00                         | 21:02                         | 21:22                         | 21:34                         | 21:40                         | 21:50                         | 22:00                         | 22:05                         | 22:30                         |                               |                               |                               |                               |
| 22:30                         | 22:55                         | 23:00                         | 23:05                         | 23:20                         | 23:26                         | 23:38                         | 23:58                         | 00:00                         |                               |                               |                               |                               | 21:55                         | 22:05                         | 22:15                         | 22:20                         | 22:45                         |
| 22:55                         | 23:20                         | 23:25                         | 23:30                         | 23:35                         |                               |                               |                               |                               | 22:30                         | 22:40                         | 22:50                         | 22:55                         | 23:20                         |                               |                               |                               |                               |
| 23:30                         | 23:55                         | 00:00                         | 00:05                         | 00:10                         | 23:03                         | 23:13                         | 23:23                         | 23:28                         | 23:53                         |                               |                               |                               |                               |                               |                               |                               |                               |
|                               |                               |                               |                               |                               |                               |                               |                               |                               | 23:35                         | 23:45                         | 23:55                         | 00:00                         | 00:25                         |                               |                               |                               |                               |
| Sábados laborables            |                               |                               |                               |                               |                               |                               |                               |                               |                               |                               |                               |                               |                               |                               |                               |                               |                               |
| Madrid > Daganzo > Valdeavero | Madrid > Daganzo > Valdeavero | Madrid > Daganzo > Valdeavero | Madrid > Daganzo > Valdeavero | Madrid > Daganzo > Valdeavero | Madrid > Daganzo > Valdeavero | Madrid > Daganzo > Valdeavero | Madrid > Daganzo > Valdeavero | Madrid > Daganzo > Valdeavero | Valdeavero > Daganzo > Madrid | Valdeavero > Daganzo > Madrid | Valdeavero > Daganzo > Madrid | Valdeavero > Daganzo > Madrid | Valdeavero > Daganzo > Madrid | Valdeavero > Daganzo > Madrid | Valdeavero > Daganzo > Madrid | Valdeavero > Daganzo > Madrid | Valdeavero > Daganzo > Madrid |
| Madrid                        | Paracuellos                   | Urb. Miramadrid               | Ajalvir                       | Daganzo                       | Fresno Torote                 | Ribatejada                    | Torrejón Rey                  | Valdeavero                    | Valdeavero                    | Torrejón Rey                  | Ribatejada                    | Fresno Torote                 | Daganzo                       | Ajalvir                       | Urb. Miramadrid               | Paracuellos                   | Madrid                        |
| 09:45                         | 10:10                         | 10:15                         | 10:20                         | 10:35                         | 10:41                         | 10:53                         | 11:13                         | 11:15                         | 08:00                         | 08:02                         | 08:22                         | 08:34                         | 08:40                         | 08:50                         | 09:00                         | 09:05                         | 09:30                         |
| 13:05                         | 13:30                         | 13:35                         | 13:40                         | 13:55                         |                               |                               |                               |                               | 11:35                         | 11:37                         | 11:57                         | 12:09                         | 12:15                         | 12:25                         | 12:35                         | 12:40                         | 13:05                         |
| 14:45                         | 15:10                         | 15:15                         | 15:20                         | 15:35                         |                               |                               |                               |                               | 13:45                         | 13:55                         | 14:05                         | 14:10                         | 14:35                         |                               |                               |                               |                               |
| 16:25                         | 16:50                         | 16:55                         | 17:00                         | 17:15                         | 15:25                         | 15:35                         | 15:45                         | 15:50                         | 16:15                         |                               |                               |                               |                               |                               |                               |                               |                               |
| 18:20                         | 18:45                         | 18:50                         | 18:55                         | 19:10                         | 17:05                         | 17:15                         | 17:25                         | 17:30                         | 17:55                         |                               |                               |                               |                               |                               |                               |                               |                               |
| 20:30                         | 20:55                         | 21:00                         | 21:05                         | 21:20                         | 21:26                         | 21:38                         | 21:58                         | 22:00                         | 19:00                         | 19:10                         | 19:20                         | 19:25                         | 19:50                         |                               |                               |                               |                               |
| 23:20                         | 23:45                         | 23:50                         | 23:55                         | 00:00                         |                               |                               |                               |                               | 21:50                         | 21:52                         | 22:12                         | 22:24                         | 22:30                         | 22:40                         | 22:50                         | 22:55                         | 23:20                         |
| Domingos y festivos           |                               |                               |                               |                               |                               |                               |                               |                               |                               |                               |                               |                               |                               |                               |                               |                               |                               |
| Madrid > Daganzo > Valdeavero | Madrid > Daganzo > Valdeavero | Madrid > Daganzo > Valdeavero | Madrid > Daganzo > Valdeavero | Madrid > Daganzo > Valdeavero | Madrid > Daganzo > Valdeavero | Madrid > Daganzo > Valdeavero | Madrid > Daganzo > Valdeavero | Madrid > Daganzo > Valdeavero | Valdeavero > Daganzo > Madrid | Valdeavero > Daganzo > Madrid | Valdeavero > Daganzo > Madrid | Valdeavero > Daganzo > Madrid | Valdeavero > Daganzo > Madrid | Valdeavero > Daganzo > Madrid | Valdeavero > Daganzo > Madrid | Valdeavero > Daganzo > Madrid | Valdeavero > Daganzo > Madrid |
| Madrid                        | Paracuellos                   | Urb. Miramadrid               | Ajalvir                       | Daganzo                       | Fresno Torote                 | Ribatejada                    | Torrejón Rey                  | Valdeavero                    | Valdeavero                    | Torrejón Rey                  | Ribatejada                    | Fresno Torote                 | Daganzo                       | Ajalvir                       | Urb. Miramadrid               | Paracuellos                   | Madrid                        |
| 09:25                         | 09:37                         | 09:42                         | 09:47                         | 09:59                         | 10:05                         | 10:15                         | 10:40                         | 10:55                         |                               |                               |                               |                               | 08:10                         | 08:20                         | 08:30                         | 08:35                         | 09:00                         |
| 12:45                         | 13:10                         | 13:15                         | 13:20                         | 13:35                         |                               |                               |                               |                               | 10:45                         | 10:47                         | 11:07                         | 11:19                         | 11:25                         | 11:35                         | 11:45                         | 11:50                         | 12:15                         |
| 14:25                         | 14:37                         | 14:42                         | 14:47                         | 14:59                         | 15:05                         | 15:15                         | 15:40                         | 15:55                         |                               |                               |                               |                               | 13:25                         | 13:35                         | 13:45                         | 13:50                         | 14:15                         |
| 17:50                         | 18:02                         | 18:07                         | 18:10                         | 18:24                         |                               |                               |                               |                               | 16:20                         | 16:22                         | 16:42                         | 16:54                         | 17:00                         | 17:10                         | 17:20                         | 17:25                         | 17:50                         |
| 20:00                         | 20:12                         | 20:17                         | 20:20                         | 20:34                         | 20:40                         | 20:50                         | 21:15                         | 21:30                         |                               |                               |                               |                               | 18:30                         | 18:40                         | 18:50                         | 18:55                         | 19:20                         |
| 22:50                         | 23:02                         | 23:07                         | 23:10                         | 23:24                         | 23:30                         | 23:40                         | 00:05                         | 00:20                         | 21:20                         | 21:22                         | 21:42                         | 21:54                         | 22:00                         | 22:10                         | 22:20                         | 22:25                         | 22:40                         |

### 16 julio - 31 agosto
| Lunes a viernes laborables    |                               |                               |                               |                               |                               |                               |                               |                               |                               |                               |                               |                               |                               |                               |                               |                               |                               |
| Madrid > Daganzo > Valdeavero | Madrid > Daganzo > Valdeavero | Madrid > Daganzo > Valdeavero | Madrid > Daganzo > Valdeavero | Madrid > Daganzo > Valdeavero | Madrid > Daganzo > Valdeavero | Madrid > Daganzo > Valdeavero | Madrid > Daganzo > Valdeavero | Madrid > Daganzo > Valdeavero | Valdeavero > Daganzo > Madrid | Valdeavero > Daganzo > Madrid | Valdeavero > Daganzo > Madrid | Valdeavero > Daganzo > Madrid | Valdeavero > Daganzo > Madrid | Valdeavero > Daganzo > Madrid | Valdeavero > Daganzo > Madrid | Valdeavero > Daganzo > Madrid | Valdeavero > Daganzo > Madrid |
| Madrid                        | Paracuellos                   | Urb. Miramadrid               | Ajalvir                       | Daganzo                       | Fresno Torote                 | Ribatejada                    | Torrejón Rey                  | Valdeavero                    | Valdeavero                    | Torrejón Rey                  | Ribatejada                    | Fresno Torote                 | Daganzo                       | Ajalvir                       | Urb. Miramadrid               | Paracuellos                   | Madrid                        |
| 06:10                         | 06:35                         | 06:40                         | 06:45                         | 06:50                         |                               |                               |                               |                               |                               |                               |                               |                               | 06:00                         | 06:10                         | 06:20                         | 06:25                         | 06:50                         |
| 07:00                         | 07:25                         | 07:30                         | 07:35                         | 07:40                         | 05:50                         | 05:52                         | 06:12                         | 06:24                         | 06:30                         | 06:40                         | 06:50                         | 06:55                         | 07:20                         |                               |                               |                               |                               |
| 07:20                         | 07:45                         | 07:50                         | 07:55                         | 08:00                         | 08:06                         | 08:18                         | 08:38                         | 08:40                         |                               |                               |                               |                               | 06:50                         | 07:00                         | 07:10                         | 07:15                         | 07:40                         |
| 07:50                         | 08:15                         | 08:20                         | 08:25                         | 08:30                         |                               |                               |                               |                               | 07:40                         | 07:50                         | 08:00                         | 08:05                         | 08:30                         |                               |                               |                               |                               |
| 08:40                         | 09:05                         | 09:10                         | 09:15                         | 09:20                         | 08:30                         | 08:40                         | 08:50                         | 08:55                         | 09:20                         |                               |                               |                               |                               |                               |                               |                               |                               |
| 09:30                         | 09:55                         | 10:00                         | 10:05                         | 10:10                         | 09:20                         | 09:30                         | 09:40                         | 09:45                         | 10:10                         |                               |                               |                               |                               |                               |                               |                               |                               |
| 10:15                         | 10:40                         | 10:45                         | 10:50                         | 10:55                         | 11:01                         | 11:13                         | 11:33                         | 11:35                         | 08:40                         | 08:42                         | 09:02                         | 09:14                         | 09:20                         | 09:30                         | 09:40                         | 09:45                         | 10:10                         |
| 10:20                         | 10:45                         | 10:50                         | 10:55                         | 11:00                         |                               |                               |                               |                               |                               |                               |                               |                               | 10:10                         | 10:20                         | 10:30                         | 10:35                         | 11:00                         |
| 11:10                         | 11:35                         | 11:40                         | 11:45                         | 11:50                         | 11:00                         | 11:10                         | 11:20                         | 11:25                         | 11:50                         |                               |                               |                               |                               |                               |                               |                               |                               |
| 12:00                         | 12:25                         | 12:30                         | 12:35                         | 12:40                         | 11:50                         | 12:00                         | 12:10                         | 12:15                         | 12:40                         |                               |                               |                               |                               |                               |                               |                               |                               |
| 12:50                         | 13:15                         | 13:20                         | 13:25                         | 13:30                         | 11:45                         | 11:47                         | 12:07                         | 12:19                         | 12:25                         | 12:35                         | 12:45                         | 12:50                         | 13:15                         |                               |                               |                               |                               |
| 13:15                         | 13:40                         | 13:45                         | 13:50                         | 13:55                         | 14:01                         | 14:13                         | 14:33                         | 14:35                         |                               |                               |                               |                               | 12:40                         | 12:50                         | 13:00                         | 13:05                         | 13:30                         |
| 13:40                         | 14:05                         | 14:10                         | 14:15                         | 14:20                         |                               |                               |                               |                               | 13:30                         | 13:40                         | 13:50                         | 13:55                         | 14:20                         |                               |                               |                               |                               |
| 14:30                         | 14:55                         | 15:00                         | 15:05                         | 15:10                         | 14:20                         | 14:30                         | 14:40                         | 14:45                         | 15:10                         |                               |                               |                               |                               |                               |                               |                               |                               |
| 15:20                         | 15:45                         | 15:50                         | 15:55                         | 16:00                         | 15:10                         | 15:20                         | 15:30                         | 15:35                         | 16:00                         |                               |                               |                               |                               |                               |                               |                               |                               |
| 16:10                         | 16:35                         | 16:40                         | 16:45                         | 16:50                         | 14:40                         | 14:42                         | 15:02                         | 15:14                         | 15:20                         | 15:30                         | 15:40                         | 15:45                         | 16:10                         |                               |                               |                               |                               |
| 16:15                         | 16:40                         | 16:45                         | 16:50                         | 16:55                         | 17:01                         | 17:13                         | 17:33                         | 17:35                         |                               |                               |                               |                               | 16:00                         | 16:10                         | 16:20                         | 16:25                         | 16:50                         |
| 17:00                         | 17:25                         | 17:30                         | 17:35                         | 17:45                         |                               |                               |                               |                               | 16:50                         | 17:00                         | 17:10                         | 17:15                         | 17:40                         |                               |                               |                               |                               |
| 17:50                         | 18:15                         | 18:20                         | 18:25                         | 18:35                         | 17:40                         | 17:50                         | 18:00                         | 18:05                         | 18:30                         |                               |                               |                               |                               |                               |                               |                               |                               |
| 18:40                         | 19:05                         | 19:10                         | 19:15                         | 19:20                         | 17:40                         | 17:42                         | 18:02                         | 18:14                         | 18:20                         | 18:30                         | 18:40                         | 18:45                         | 19:10                         |                               |                               |                               |                               |
| 19:10                         | 19:35                         | 19:40                         | 19:45                         | 19:50                         | 19:56                         | 20:08                         | 20:28                         | 20:30                         |                               |                               |                               |                               | 18:30                         | 18:40                         | 18:50                         | 18:55                         | 19:20                         |
| 19:30                         | 19:55                         | 20:00                         | 20:05                         | 20:10                         |                               |                               |                               |                               | 19:20                         | 19:30                         | 19:40                         | 19:45                         | 20:10                         |                               |                               |                               |                               |
| 20:20                         | 20:45                         | 20:50                         | 20:55                         | 21:00                         | 20:10                         | 20:20                         | 20:30                         | 20:35                         | 21:00                         |                               |                               |                               |                               |                               |                               |                               |                               |
| 21:10                         | 21:35                         | 21:40                         | 21:45                         | 21:50                         | 21:00                         | 21:10                         | 21:20                         | 21:25                         | 21:50                         |                               |                               |                               |                               |                               |                               |                               |                               |
| 22:05                         | 22:30                         | 22:35                         | 22:40                         | 22:45                         | 20:40                         | 20:42                         | 21:02                         | 21:14                         | 21:20                         | 21:30                         | 21:40                         | 21:45                         | 22:10                         |                               |                               |                               |                               |
| 22:30                         | 22:55                         | 23:00                         | 23:05                         | 23:20                         | 23:26                         | 23:38                         | 23:58                         | 00:00                         |                               |                               |                               |                               | 21:50                         | 22:00                         | 22:10                         | 22:15                         | 22:40                         |
| 22:50                         | 23:15                         | 23:20                         | 23:25                         | 23:30                         |                               |                               |                               |                               | 22:45                         | 22:55                         | 23:05                         | 23:10                         | 23:35                         |                               |                               |                               |                               |
| 23:30                         | 23:55                         | 00:00                         | 00:05                         | 00:10                         | 23:30                         | 23:40                         | 23:50                         | 23:55                         | 00:20                         |                               |                               |                               |                               |                               |                               |                               |                               |
| Sábados laborables            |                               |                               |                               |                               |                               |                               |                               |                               |                               |                               |                               |                               |                               |                               |                               |                               |                               |
| Madrid > Daganzo > Valdeavero | Madrid > Daganzo > Valdeavero | Madrid > Daganzo > Valdeavero | Madrid > Daganzo > Valdeavero | Madrid > Daganzo > Valdeavero | Madrid > Daganzo > Valdeavero | Madrid > Daganzo > Valdeavero | Madrid > Daganzo > Valdeavero | Madrid > Daganzo > Valdeavero | Valdeavero > Daganzo > Madrid | Valdeavero > Daganzo > Madrid | Valdeavero > Daganzo > Madrid | Valdeavero > Daganzo > Madrid | Valdeavero > Daganzo > Madrid | Valdeavero > Daganzo > Madrid | Valdeavero > Daganzo > Madrid | Valdeavero > Daganzo > Madrid | Valdeavero > Daganzo > Madrid |
| Madrid                        | Paracuellos                   | Urb. Miramadrid               | Ajalvir                       | Daganzo                       | Fresno Torote                 | Ribatejada                    | Torrejón Rey                  | Valdeavero                    | Valdeavero                    | Torrejón Rey                  | Ribatejada                    | Fresno Torote                 | Daganzo                       | Ajalvir                       | Urb. Miramadrid               | Paracuellos                   | Madrid                        |
| 09:45                         | 10:10                         | 10:15                         | 10:20                         | 10:35                         | 10:41                         | 10:53                         | 11:13                         | 11:15                         | 08:00                         | 08:02                         | 08:22                         | 08:34                         | 08:40                         | 08:50                         | 09:00                         | 09:05                         | 09:30                         |
| 13:05                         | 13:30                         | 13:35                         | 13:40                         | 13:55                         |                               |                               |                               |                               | 11:35                         | 11:37                         | 11:57                         | 12:09                         | 12:15                         | 12:25                         | 12:35                         | 12:40                         | 13:05                         |
| 14:45                         | 15:10                         | 15:15                         | 15:20                         | 15:35                         |                               |                               |                               |                               | 13:45                         | 13:55                         | 14:05                         | 14:10                         | 14:35                         |                               |                               |                               |                               |
| 16:25                         | 16:50                         | 16:55                         | 17:00                         | 17:15                         | 15:25                         | 15:35                         | 15:45                         | 15:50                         | 16:15                         |                               |                               |                               |                               |                               |                               |                               |                               |
| 18:20                         | 18:45                         | 18:50                         | 18:55                         | 19:10                         | 17:05                         | 17:15                         | 17:25                         | 17:30                         | 17:55                         |                               |                               |                               |                               |                               |                               |                               |                               |
| 20:30                         | 20:55                         | 21:00                         | 21:05                         | 21:20                         | 21:26                         | 21:38                         | 21:58                         | 22:00                         | 19:00                         | 19:10                         | 19:20                         | 19:25                         | 19:50                         |                               |                               |                               |                               |
| 23:20                         | 23:45                         | 23:50                         | 23:55                         | 00:00                         |                               |                               |                               |                               | 21:50                         | 21:52                         | 22:12                         | 22:24                         | 22:30                         | 22:40                         | 22:50                         | 22:55                         | 23:20                         |
| Domingos y festivos           |                               |                               |                               |                               |                               |                               |                               |                               |                               |                               |                               |                               |                               |                               |                               |                               |                               |
| Madrid > Daganzo > Valdeavero | Madrid > Daganzo > Valdeavero | Madrid > Daganzo > Valdeavero | Madrid > Daganzo > Valdeavero | Madrid > Daganzo > Valdeavero | Madrid > Daganzo > Valdeavero | Madrid > Daganzo > Valdeavero | Madrid > Daganzo > Valdeavero | Madrid > Daganzo > Valdeavero | Valdeavero > Daganzo > Madrid | Valdeavero > Daganzo > Madrid | Valdeavero > Daganzo > Madrid | Valdeavero > Daganzo > Madrid | Valdeavero > Daganzo > Madrid | Valdeavero > Daganzo > Madrid | Valdeavero > Daganzo > Madrid | Valdeavero > Daganzo > Madrid | Valdeavero > Daganzo > Madrid |
| Madrid                        | Paracuellos                   | Urb. Miramadrid               | Ajalvir                       | Daganzo                       | Fresno Torote                 | Ribatejada                    | Torrejón Rey                  | Valdeavero                    | Valdeavero                    | Torrejón Rey                  | Ribatejada                    | Fresno Torote                 | Daganzo                       | Ajalvir                       | Urb. Miramadrid               | Paracuellos                   | Madrid                        |
| 09:25                         | 09:37                         | 09:42                         | 09:47                         | 09:59                         | 10:05                         | 10:15                         | 10:40                         | 10:55                         |                               |                               |                               |                               | 08:10                         | 08:20                         | 08:30                         | 08:35                         | 09:00                         |
| 12:45                         | 13:10                         | 13:15                         | 13:20                         | 13:35                         |                               |                               |                               |                               | 10:45                         | 10:47                         | 11:07                         | 11:19                         | 11:25                         | 11:35                         | 11:45                         | 11:50                         | 12:15                         |
| 14:25                         | 14:37                         | 14:42                         | 14:47                         | 14:59                         | 15:05                         | 15:15                         | 15:40                         | 15:55                         |                               |                               |                               |                               | 13:25                         | 13:35                         | 13:45                         | 13:50                         | 14:15                         |
| 17:50                         | 18:02                         | 18:07                         | 18:10                         | 18:24                         |                               |                               |                               |                               | 16:20                         | 16:22                         | 16:42                         | 16:54                         | 17:00                         | 17:10                         | 17:20                         | 17:25                         | 17:50                         |
| 20:00                         | 20:12                         | 20:17                         | 20:20                         | 20:34                         | 20:40                         | 20:50                         | 21:15                         | 21:30                         |                               |                               |                               |                               | 18:30                         | 18:40                         | 18:50                         | 18:55                         | 19:20                         |
| 22:50                         | 23:02                         | 23:07                         | 23:10                         | 23:24                         | 23:30                         | 23:40                         | 00:05                         | 00:20                         | 21:20                         | 21:22                         | 21:42                         | 21:54                         | 22:00                         | 22:10                         | 22:20                         | 22:25                         | 22:40                         |

## Recorrido y paradas

### Sentido Valdeavero
La línea inicia su recorrido en el Área Intermodal de Canillejas, en un punto donde tiene correspondencia con las líneas interurbanas 211, 212, 213, las líneas interurbanas que pasan por la A-2 y las líneas de la EMT: 77, 101, 105, 114, 115, 140, 151, 165 y 200. Gira en la rotonda de Canillejas hacia la Avenida de Logroño, que recorre entera, pasando por el Parque Juan Carlos I, Parque de El Capricho, cruzando la carretera M-11 y teniendo correspondencia con la Estación de Barajas, su cabecera hasta 2017. Continúa en la avenida hasta llegar a la carretera M-113, tomando el túnel que transcurre por debajo de la pista del aeropuerto hasta llegar al término municipal de Paracuellos de Jarama.
La línea atraviesa el casco urbano de Paracuellos de Jarama por la Calle Real (1 parada), saliendo del mismo por la carretera M-113 en dirección a la Urbanización Miramadrid. Dentro de esta urbanización circula por la Avenida de Juan Pablo II (2 paradas), el Paseo de las Camelias (1 parada) y la Avenida de los Hoyos (1 parada). Al final de la última se vuelve a incorporar a la carretera M-113 en dirección a Ajalvir.
A continuación, la línea entra en el casco urbano de Ajalvir, circulando por la travesía de la Carretera de Daganzo (3 paradas). A continuación, la línea llega a Daganzo de Arriba, donde tiene 3 paradas en la travesía (2 en la Carretera de Ajalvir y 1 en la Carretera de Fresno). Las expediciones que terminan en Daganzo de Arriba finalizan aquí.
Sale del casco urbano de Daganzo de Arriba por la carretera M-113 en dirección a Fresno de Torote y Ribatejada, donde tiene 1 parada en la travesía de Fresno de Torote, 3 paradas en las urbanizaciones de Serracines y posteriormente 3 paradas en la travesía de Ribatejada.
Saliendo de Ribatejada, la línea llega a la carretera N-320, que toma en dirección a Guadalajara. Sale de la carretera para dar servicio a las urbanizaciones Parque de las Castillas (2 paradas) y Montelar (5 paradas) de Torrejón del Rey, y después se reincorpora, teniendo 2 paradas en la N-320 dentro del término municipal de Torrejón del Rey.
Al llegar a Torrejón del Rey, se desvía por la carretera M-119 en dirección a Alcalá de Henares. Por esta carretera llega a Valdeavero, donde tiene su cabecera en la Calle de la Fragua.
| Código                                                                                         | Zona | Localidad             | Denominación                                                 | Ubicación                             | Líneas de la parada                          | Metro      |
| ---------------------------------------------------------------------------------------------- | ---- | --------------------- | ------------------------------------------------------------ | ------------------------------------- | -------------------------------------------- | ---------- |
| 18095                                                                                          |      | Madrid                | Canillejas - Área Intermodal                                 | Calle de Josefa Valcárcel Nº152       | 18095 A 212 256 N204 18095 B 211 18095 C 213 | Canillejas |
| 07324                                                                                          |      | Madrid                | Avenida de Logroño - Paseo de la Alameda de Osuna            | Avenida de Logroño Nº6A               | 211 212 213 256 827 828 N204                 |            |
| 07325                                                                                          |      | Madrid                | Avenida de Logroño - Calle de los Jardines de Aranjuez       | Avenida de Logroño Nº36               | 211 212 213 256 827 N204                     |            |
| 07326                                                                                          |      | Madrid                | Avenida de Logroño - Parque de El Capricho                   | Avenida de Logroño Nº40B              | 211 212 213 256 827 N204                     |            |
| 07327                                                                                          |      | Madrid                | Avenida de Logroño - Alameda de Osuna                        | Avenida de Logroño Nº189              | 211 212 213 256 827 N204                     |            |
| 4922                                                                                           |      | Madrid                | Avenida de Logroño - Calle de Tintín y Milú                  | Avenida de Logroño Nº227C             | 105 112 115 N4 211 212 213 256 827 N204      |            |
| 1313                                                                                           |      | Madrid                | Avenida de Logroño - Calle del Marqués de Berna              | Avenida de Logroño Nº243              | 105 112 115 N4 211 212 213 256 827 N204      |            |
| 1315                                                                                           |      | Madrid                | Avenida de Logroño - Calle de Ariadna                        | Avenida de Logroño Nº96               | 105 115 166 N4 211 212 213 256 827 N204      |            |
| 1321                                                                                           |      | Madrid                | Avenida de Logroño - Calle de Algemesí                       | Avenida de Logroño Nº130              | 105 115 166 211 212 213 256 827 N204         |            |
| 07333                                                                                          |      | Madrid                | Avenida de Logroño - Plaza de Pajarones                      | Avenida de Logroño Nº162              | 211 212 213 256 263 827 N204                 | Barajas    |
| 07335                                                                                          |      | Madrid                | Carretera M-111 - Depuradora de Valdebebas                   | M-111 km. 3                           | 211 212 213 256 263 N204                     |            |
| 07336                                                                                          |      | Paracuellos de Jarama | Carretera M-113 - Residencial Jarama                         | M-113 km. 0,1                         | 210 211 212 213 256 N204                     |            |
| 07337                                                                                          |      | Paracuellos de Jarama | Carretera M-113 - Residencial Nuevo Amanecer                 | M-113 km. 0,5                         | 210 211 212 213 256 N204                     |            |
| 07338                                                                                          |      | Paracuellos de Jarama | Carretera M-113 - Navegación Aérea                           | M-113 km. 1,2                         | 210 211 212 213 256 N204                     |            |
| 15767                                                                                          |      | Paracuellos de Jarama | Calle Real - Calle Atarre                                    | Calle Real Nº25                       | 210 211 212 213 256 N204 1 2                 |            |
| 20406                                                                                          |      | Paracuellos de Jarama | Calle Real - Avenida de Andalucía                            | Calle Real Nº57                       | 215 256                                      |            |
| 20029                                                                                          |      | Paracuellos de Jarama | Avenida del Príncipe de Asturias - Avenida Consistorial      | Avenida del Príncipe de Asturias Nº34 | 215 256 N204                                 |            |
| 20030                                                                                          |      | Paracuellos de Jarama | Avenida del Príncipe de Asturias - Avenida de los Hoyos      | Avenida del Príncipe de Asturias Nº94 | 215 256 N204                                 |            |
| 10084                                                                                          |      | Ajalvir               | Carretera de Daganzo - Carretera de Cobeña                   | M-113 Nº4                             | 215 251 252 254 256 FS2 N204                 |            |
| 15773                                                                                          |      | Ajalvir               | Ajalvir - Carretera de Daganzo                               | M-113 km. 8,6                         | 215 251 252 254 256 FS2 N204                 |            |
| 12103                                                                                          |      | Ajalvir               | Carretera de Daganzo - Urbanización La Ermita                | M-113 km. 9                           | 215 251 252 254 256 FS2 N204                 |            |
| 09532                                                                                          |      | Daganzo de Arriba     | Carretera de Ajalvir - Polígono Industrial Gitesa            | M-113 km. 10,1                        | 251 252 254 256 FS2 N204                     |            |
| 07404                                                                                          |      | Daganzo de Arriba     | Daganzo de Arriba - Glorieta de Alcalá                       | M-113 km. 10,6                        | 251 252 254 256 FS2 N204                     |            |
| Los servicios hasta Daganzo de Arriba finalizan aquí                                           |      |                       |                                                              |                                       |                                              |            |
| Paradas realizadas por los servicios que finalizan Daganzo de Arriba con un recorrido completo |      |                       |                                                              |                                       |                                              |            |
| 12628                                                                                          |      | Daganzo de Arriba     | Calle del Niño - Plaza del Mesón de la Fuente                | Calle del Niño Nº1                    | 251 252 256 N204                             |            |
| 20261                                                                                          |      | Daganzo de Arriba     | Camino de Fresno de Torote - Calle de Oriente                | Camino de Fresno de Torote Nº6        | 251 252 256 N204                             |            |
| 20365                                                                                          |      | Daganzo de Arriba     | Calle de José Luis Garci - Calle de Carmen Amaya             | Calle de José Luis Garci Nº6A         | 251 252 256 N204                             |            |
| 20262                                                                                          |      | Daganzo de Arriba     | Avenida de la Circunvalación - Calle de Oriente              | Avenida de la Circunvalación S/Nº     | 251 252 256 N204                             |            |
| 17273                                                                                          |      | Daganzo de Arriba     | Avenida de la Circunvalación - Avenida de las Lomas          | Avenida de la Circunvalación Nº7      | 251 252 256 N204                             |            |
| 17274                                                                                          |      | Daganzo de Arriba     | Calle Valdidueñas - Parque Lomas Altas                       | Calle Valdidueñas Nº40                | 251 252 256 N204                             |            |
| 15550                                                                                          |      | Daganzo de Arriba     | Avenida del Conde de Coruña - Calle Valdidueñas              | Avenida del Conde de Coruña Nº89      | 251 252 256 N204                             |            |
| 15551                                                                                          |      | Daganzo de Arriba     | Carretera de Cobeña - Calle de los Hermanos Álvarez Quintero | M-118 km. 4,4                         | 251 252 256 N204                             |            |
| Paradas del itinerario normal                                                                  |      |                       |                                                              |                                       |                                              |            |
| 15549                                                                                          |      | Daganzo de Arriba     | Carretera de Fresno - Camino del Cementerio                  | M-113 km. 10,9                        | 251 256                                      |            |
| 10419                                                                                          |      | Fresno de Torote      | Carretera M-113 - Fresno de Torote                           | M-113 km. 17,3                        | 251 256                                      |            |
| 09654                                                                                          |      | Fresno de Torote      | Carretera M-113 - Urbanización Serracines I                  | M-113 Nº60                            | 251 256                                      |            |
| 10417                                                                                          |      | Fresno de Torote      | Carretera M-113 - Urbanización Serracines II                 | M-113 Nº32                            | 251 256                                      |            |
| 10416                                                                                          |      | Fresno de Torote      | Carretera M-113 - Jardín de Serracines                       | M-113 Nº2                             | 251 256                                      |            |
| 10415                                                                                          |      | Fresno de Torote      | Carretera M-113 - Urbanización Paraje del Arzobispo          | M-113 km. 22,8                        | 251 256                                      |            |
| 09793                                                                                          |      | Ribatejada            | Ribatejada - Calle de la Concepción                          | Calle de la Concepción Nº1            | 251 256                                      |            |
| 12420                                                                                          |      | Ribatejada            | Carretera M-113 - Urbanización El Paraíso                    | Calle los Cerrillos Nº1               | 251 256                                      |            |
| 18856                                                                                          |      | Torrejón del Rey      | Carretera N-320 - Urbanización Parque de las Castillas       | N-320 S/Nº                            | 251 256                                      |            |
| 15788                                                                                          |      | Torrejón del Rey      | Avenida de los Castillos - Castillo de Peñafiel              | Avenida de Castilla S/Nº              | 251 256                                      |            |
| 15841                                                                                          |      | Torrejón del Rey      | Avenida de Guadalajara - Calle Jadraque                      | Avenida de Guadalajara S/Nº           | 251 256                                      |            |
| 15794                                                                                          |      | Torrejón del Rey      | Avenida de Guadalajara - Calle del Río Tajuña                | Avenida de Guadalajara S/Nº           | 251 256                                      |            |
| 15796                                                                                          |      | Torrejón del Rey      | Glorieta del Río Júcar - Club Social                         | Glorieta del Río Júcar S/Nº           | 251 256                                      |            |
| 15795                                                                                          |      | Torrejón del Rey      | Avenida de Guadalajara - Calle del Río Tajuña                | Avenida de Guadalajara S/Nº           | 251 256                                      |            |
| 15790                                                                                          |      | Torrejón del Rey      | Avenida de Guadalajara - Calle Jadraque                      | Avenida de Guadalajara S/Nº           | 251 256                                      |            |
| 15787                                                                                          |      | Torrejón del Rey      | Avenida de los Castillos - Castillo de Peñafiel              | Avenida de Castilla S/Nº              | 251 256                                      |            |
| 15842                                                                                          |      | Torrejón del Rey      | Carretera de Alcalá - Torrejón del Rey                       | Carretera de Alcalá S/Nº              | 251 255 256                                  |            |
| 19259                                                                                          |      | Torrejón del Rey      | Carretera de Alcalá - Urbanización de las Eras               | Carretera de Alcalá S/Nº              | 251 255 256                                  |            |
| 09802                                                                                          |      | Valdeavero            | Valdeavero - Calle de la Fragua                              | Calle de la Fragua Nº41               | 251 255 256                                  |            |

### Sentido Madrid (Canillejas)
El recorrido en sentido Canillejas es igual al de ida pero en sentido contrario excepto en determinados puntos:
- En Daganzo de Arriba circula por el centro del pueblo, en vez de parar en la M-113.

| Código                                               | Zona | Localidad             | Denominación                                                  | Ubicación                             | Líneas de la parada                          | Metro      |
| ---------------------------------------------------- | ---- | --------------------- | ------------------------------------------------------------- | ------------------------------------- | -------------------------------------------- | ---------- |
| 09802                                                |      | Valdeavero            | Valdeavero - Calle de la Fragua                               | Calle de la Fragua Nº41               | 251 255 256                                  |            |
| 19258                                                |      | Torrejón del Rey      | Carretera de Alcalá - Urbanización de las Eras                | Carretera de Alcalá S/Nº              | 251 255 256                                  |            |
| 18827                                                |      | Torrejón del Rey      | Carretera de Alcalá - Torrejón del Rey                        | Carretera de Alcalá S/Nº              | 251 255 256                                  |            |
| 15788                                                |      | Torrejón del Rey      | Avenida de los Castillos - Castillo de Peñafiel               | Avenida de Castilla S/Nº              | 251 256                                      |            |
| 15841                                                |      | Torrejón del Rey      | Avenida de Guadalajara - Calle Jadraque                       | Avenida de Guadalajara S/Nº           | 251 256                                      |            |
| 15794                                                |      | Torrejón del Rey      | Avenida de Guadalajara - Calle del Río Tajuña                 | Avenida de Guadalajara S/Nº           | 251 256                                      |            |
| 15796                                                |      | Torrejón del Rey      | Glorieta del Río Júcar - Club Social                          | Glorieta del Río Júcar S/Nº           | 251 256                                      |            |
| 15795                                                |      | Torrejón del Rey      | Avenida de Guadalajara - Calle del Río Tajuña                 | Avenida de Guadalajara S/Nº           | 251 256                                      |            |
| 15790                                                |      | Torrejón del Rey      | Avenida de Guadalajara - Calle Jadraque                       | Avenida de Guadalajara S/Nº           | 251 256                                      |            |
| 15787                                                |      | Torrejón del Rey      | Avenida de los Castillos - Castillo de Peñafiel               | Avenida de Castilla S/Nº              | 251 256                                      |            |
| 18857                                                |      | Torrejón del Rey      | Carretera N-320 - Urbanización Parque de las Castillas        | N-320 S/Nº                            | 251 256                                      |            |
| 12419                                                |      | Ribatejada            | Carretera M-113 - Urbanización El Paraíso                     | M-113 Nº13                            | 251 256                                      |            |
| 09793                                                |      | Ribatejada            | Ribatejada - Calle de la Concepción                           | Calle de la Concepción Nº1            | 251 256                                      |            |
| 09794                                                |      | Fresno de Torote      | Carretera M-113 - Urbanización Paraje del Arzobispo           | M-113 km. 22,8                        | 251 256                                      |            |
| 09650                                                |      | Fresno de Torote      | Carretera M-113 - Jardín de Serracines                        | M-113 km. 22                          | 251 256                                      |            |
| 09651                                                |      | Fresno de Torote      | Carretera M-113 - Urbanización Los Olmos                      | M-113 Nº3                             | 251 256                                      |            |
| 09652                                                |      | Fresno de Torote      | Carretera M-113 - Urbanización Serracines I                   | M-113 km. 20,7                        | 251 256                                      |            |
| 09653                                                |      | Fresno de Torote      | Carretera M-113 - Fresno de Torote                            | M-113 km. 17,2                        | 251 256                                      |            |
| Los servicios desde Daganzo de Arriba comienzan aquí |      |                       |                                                               |                                       |                                              |            |
| 12628                                                |      | Daganzo de Arriba     | Calle del Niño - Plaza del Mesón de la Fuente                 | Calle del Niño Nº1                    | 251 252 256 N204                             |            |
| 20261                                                |      | Daganzo de Arriba     | Camino de Fresno de Torote - Calle de Oriente                 | Camino de Fresno de Torote Nº6        | 251 252 256 N204                             |            |
| 20365                                                |      | Daganzo de Arriba     | Calle de José Luis Garci - Calle de Carmen Amaya              | Calle de José Luis Garci Nº6A         | 251 252 256 N204                             |            |
| 20262                                                |      | Daganzo de Arriba     | Avenida de la Circunvalación - Calle de Oriente               | Avenida de la Circunvalación S/Nº     | 251 252 256 N204                             |            |
| 17273                                                |      | Daganzo de Arriba     | Avenida de la Circunvalación - Avenida de las Lomas           | Avenida de la Circunvalación Nº7      | 251 252 256 N204                             |            |
| 17274                                                |      | Daganzo de Arriba     | Calle Valdidueñas - Parque Lomas Altas                        | Calle Valdidueñas Nº40                | 251 252 256 N204                             |            |
| 15550                                                |      | Daganzo de Arriba     | Avenida del Conde de Coruña - Calle Valdidueñas               | Avenida del Conde de Coruña Nº89      | 251 252 256 N204                             |            |
| 15551                                                |      | Daganzo de Arriba     | Carretera de Cobeña - Calle de los Hermanos Álvarez Quintero  | M-118 km. 4,4                         | 251 252 256 N204                             |            |
| 07403                                                |      | Daganzo de Arriba     | Daganzo de Arriba - Glorieta de Alcalá                        | M-113 km. 10,6                        | 251 252 254 256 FS2 N204                     |            |
| 09533                                                |      | Daganzo de Arriba     | Carretera de Ajalvir - Polígono Industrial Gitesa             | M-113 km. 10                          | 251 252 254 256 FS2 N204                     |            |
| 12104                                                |      | Ajalvir               | Carretera de Daganzo - Ermita de San Roque                    | M-113 km. 9                           | 215 251 252 254 256 FS2 N204                 |            |
| 15657                                                |      | Ajalvir               | Ajalvir - Carretera de Daganzo                                | M-113 Nº27                            | 215 251 252 254 256 FS2 N204                 |            |
| 09008                                                |      | Ajalvir               | Carretera de Daganzo - Carretera de Cobeña                    | M-113 Nº1                             | 215 251 252 254 256 FS2 N204                 |            |
| 20031                                                |      | Paracuellos de Jarama | Avenida del Príncipe de Asturias - Avenida de la Reyerta      | Avenida del Príncipe de Asturias Nº87 | 215 256 N204                                 |            |
| 20028                                                |      | Paracuellos de Jarama | Avenida del Príncipe de Asturias - Avenida Sombra de la Torre | Avenida del Príncipe de Asturias Nº34 | 215 256 N204                                 |            |
| 20405                                                |      | Paracuellos de Jarama | Calle Real - Calle de Segovia                                 | Calle Real Nº53                       | 215 256                                      |            |
| 15766                                                |      | Paracuellos de Jarama | Calle Real - Calle Ronda de las Cuestas                       | Calle Ronda de las Cuestas Nº2        | 210 211 212 213 256 N204                     |            |
| 07342                                                |      | Paracuellos de Jarama | Carretera M-113 - Navegación Aérea                            | M-113 km. 1,3                         | 210 211 212 213 256 N204                     |            |
| 07343                                                |      | Paracuellos de Jarama | Carretera M-113 - Residencial Nuevo Amanecer                  | M-113 km. 0,8                         | 210 211 212 213 256 N204                     |            |
| 07344                                                |      | Paracuellos de Jarama | Carretera M-113 - Residencial Jarama                          | M-113 km. 0,1                         | 210 211 212 213 256 N204                     |            |
| 07361                                                |      | Madrid                | Carretera M-111 - Depuradora de Valdebebas                    | M-111 km. 3                           | 211 212 213 256 263 N204                     |            |
| 17306                                                |      | Madrid                | Avenida de Logroño - Estación de Barajas                      | Avenida de Logroño Nº365              | 256 263                                      | Barajas    |
| 1322                                                 |      | Madrid                | Avenida de Logroño - Calle de Algemesí                        | Avenida de Logroño Nº323              | 105 115 166 211 212 213 256 827 N204         |            |
| 1316                                                 |      | Madrid                | Avenida de Logroño - Calle de Ariadna                         | Avenida de Logroño Nº303              | 105 115 166 N4 211 212 213 256 827 N204      |            |
| 1314                                                 |      | Madrid                | Avenida de Logroño - Calle del Marqués de Berna               | Avenida de Logroño Nº243              | 105 112 115 N4 211 212 213 256 827 N204      |            |
| 4921                                                 |      | Madrid                | Avenida de Logroño - Calle de Benifayó                        | Avenida de Logroño Nº225              | 105 112 115 N4 211 212 213 256 827 N204      |            |
| 07384                                                |      | Madrid                | Avenida de Logroño - Alameda de Osuna                         | Avenida de Logroño Nº179              | 211 212 213 256 827 N204                     |            |
| 07385                                                |      | Madrid                | Avenida de Logroño - Parque de El Capricho                    | Avenida de Logroño Nº40A              | 211 212 213 256 827 N204                     |            |
| 07386                                                |      | Madrid                | Avenida de Logroño - Calle de los Jardines de Aranjuez        | Avenida de Logroño Nº34               | 211 212 213 256 827 N204                     |            |
| 07396                                                |      | Madrid                | Avenida de Logroño - Paseo de la Alameda de Osuna             | Avenida de Logroño Nº29               | 165 211 212 213 256 827 828 N204             |            |
| 18095                                                |      | Madrid                | Canillejas - Área Intermodal                                  | Calle de Josefa Valcárcel Nº152       | 18095 A 212 256 N204 18095 B 211 18095 C 213 | Canillejas |